# Liste der Naturschutzgebiete im Kreis Plön
Im Kreis Plön gibt es 21 Naturschutzgebiete.
| Name des Gebietes                                       | Bild           | Kennung | WDPA   | Landkreis / Stadt                                         | Beschreibung / Bemerkungen | Standort | Fläche in Hektar | Datum der Verordnung |
| ------------------------------------------------------- | -------------- | ------- | ------ | --------------------------------------------------------- | -------------------------- | -------- | ---------------- | -------------------- |
| Altarm der Schwentine                                   |                | 114     | 162075 | Kreis Plön                                                |                            | Position | 19               | 27.08.1984           |
| Ascheberger Warder im Großen Plöner See                 |                | 51      | 81317  | Kreis Plön                                                |                            | Position | 9                | 26.04.1955           |
| Barsbeker See und Umgebung                              |                | 116     | 162343 | Kreis Plön                                                |                            | Position | 146              | 14.09.1982           |
| Bottsand                                                | weitere Bilder | 37      | 81444  | Kreis Plön                                                |                            | Position | 91               | 05.11.1987           |
| Dannauer See und Umgebung                               | weitere Bilder | 135     | 162703 | Kreis Plön                                                |                            | Position | 40               | 20.04.1993           |
| Dosenmoor                                               | weitere Bilder | 110     | 81548  | Stadt Neumünster, Kreis Plön, Kreis Rendsburg-Eckernförde |                            | Position | 521              | 18.03.1981           |
| Fuhlensee und Umgebung                                  | weitere Bilder | 117     | 81700  | Kreis Plön                                                |                            | Position | 43               | 15.12.1983           |
| Halbinseln und Buchten im Lanker See                    |                | 29      | 81809  | Kreis Plön                                                |                            | Position | 207              | 17.01.1995           |
| Inseln im Großen Plöner See und Halbinsel Störland      |                | 103     | 163922 | Kreis Plön                                                |                            | Position | 261              | 25.11.1992           |
| Kleiner Binnensee und angrenzende Salzwiesen            | weitere Bilder | 53      | 82076  | Kreis Plön                                                |                            | Position | 255              | 16.02.2015           |
| Kossautal                                               |                | 115     | 164213 | Kreis Plön                                                |                            | Position | 97               | 31.12.1984           |
| Kronswarder und südöstlicher Teil des Großen Binnensees |                | 154     | 164263 | Kreis Plön                                                |                            | Position | 151              | 13.12.1990           |
| Kührener Teich und Umgebung                             | weitere Bilder | 172     | 164290 | Kreis Plön                                                |                            | Position | 79               | 21.12.1994           |
| Lütjensee und Hochfelder See südöstlich Gut Bothkamp    | weitere Bilder | 128     | 164529 | Kreis Plön                                                |                            | Position | 155              | 13.12.1990           |
| Mönkeberger See                                         | weitere Bilder | 192     | 378123 | Kreis Plön, Stadt Kiel                                    |                            | Position | 50               | 17.12.2007           |
| Nordteil des Selenter Sees und Umgebung                 |                | 93      | 6959   | Kreis Plön                                                |                            | Position | 706              | 15.11.1978           |
| Rixdorfer Teich und Umgebung                            | weitere Bilder | 84      | 82425  | Kreis Plön                                                |                            | Position | 112              | 29.03.1974           |
| Sehlendorfer Binnensee und Umgebung                     | weitere Bilder | 108     | 82583  | Kreis Plön                                                |                            | Position | 230              | 22.12.1989           |
| Strandseelandschaft bei Schmoel                         | weitere Bilder | 157     | 165760 | Kreis Plön                                                |                            | Position | 50               | 12.12.1990           |
| Suhrer See und Umgebung                                 | weitere Bilder | 190     | 319186 | Kreis Plön                                                |                            | Position | 269              | 25.10.2010           |
| Vogelfreistätte Lebrader Teich                          | weitere Bilder | 25      | 82801  | Kreis Plön                                                |                            | Position | 146              | 18.06.1938           |

## Quelle
- www.schleswig-holstein.de,Liste Naturschutzgebiete (Version vom Januar 2016)
- Common Database on Designated Areas Datenbank, Version 14